# La procesión (película)
La procesión es una película en blanco y negro de Argentina dirigida por Francis Lauric sobre su propio guion escrito en colaboración con Alberto Peyrou según un argumento de Helvio Botana que se estrenó el 14 de julio de 1960 y que tuvo como protagonistas a Santiago Gómez Cou, Amelita Vargas, Guillermo Murray y Gilda Lousek. La película fue seleccionada para participar en el Festival de Cannes en su edición de 1960.

## Sinopsis
La peregrinación a la Basílica de Nuestra Señora de Luján provoca el encuentro de personas de distinta clase.

## Reparto
- Santiago Gómez Cou
- Amelita Vargas
- Guillermo Murray
- Gilda Lousek
- José María Gutiérrez
- Rafael Carret
- Pepita Muñoz
- Guillermo Brizuela Méndez
- José Maurer
- Héctor Calcaño
- Gloria Ferrandiz
- Jorge Hilton
- Carlos Enríquez
- Semillita
- María Esther Podestá
- Félix Tortorelli
- Hugo Astar …Extra
- Libertad Leblanc
- Juan Carlos Barbieri
- Javier Portales
- Rafael Diserio
- Domingo Garibotto

## Comentarios
El crítico Pierre Billard dijo en Cinema 60 a propósito del filme:

”Para quienes conocemos la evolución del cine argentino en los últimos meses, la presencia de esta expresión de inmenso cretinismo en el Festival de Cannes sólo se justifica por maniobras interesadas en el sabotaje de dicho cine.”

La crónica de Clarín comentó:

”El simbólico papel de Guillermo Murray es de una ingenuidad asombrosa y desemboca en una estampita candorosa.”

Por su parte Manrupe y Portela escriben:

”La antítesis Fe-ateísmo, explicada con didactismo escolar, personajes machietta y un tratamiento formal anticuado que abarca desde frases declamatorias hasta un misterioso personaje, que lógicamente termina ascendiendo a los cielos. Puede tener cierto valor documental. El argumento fue premiado como el mejor de 1959 por el Instituto Nacional de Cinematografía y la película representó a la Argentina en el Festival de Cannes, motivando suspicacias en toda la prensa en el sentido de averiguar qué intereses produjeron tamaño apoyo a un film tan malo.”